# Michael May
Michael May (Stuttgart, 1934. augusztus 18.) svájci autóversenyző.

## Pályafutása
Három versenyen indult 1961-ben a Formula–1-es világbajnokságon. A monacói nagydíjon nem ért célba, majd tizenegyedik lett a francia futamon. Jelen volt a német versenyen is, a futamon viszont nem tudott részt venni, miután egy edzésen összetörte Lotus versenyautóját.
Pályafutása alatt indult több, a világbajnokság keretein kívül rendezett Formula–1-es viadalon is.

## Eredményei

### Teljes Formula–1-es eredménysorozata
(Táblázat értelmezése)

(Félkövér: pole-pozícióból indult; dőlt: leggyorsabb kört futott) 

| Év   | Csapat           | Modell   | Motor             | 1      | 2   | 3   | 4      | 5   | 6      | 7       | 8   | Helyezés | Pont |
| ---- | ---------------- | -------- | ----------------- | ------ | --- | --- | ------ | --- | ------ | ------- | --- | -------- | ---- |
| 1961 | Scuderia Colonia | Lotus 18 | Climax Straight-4 | MON Ki | NED | BEL | FRA 11 | GBR | GER Ni | ITA DNA | USA | -        | 0    |

## Külső hivatkozások
- Profilja a grandprix.com honlapon (angolul)
- Profilja a statsf1.com honlapon (angolul)